# Nastringues

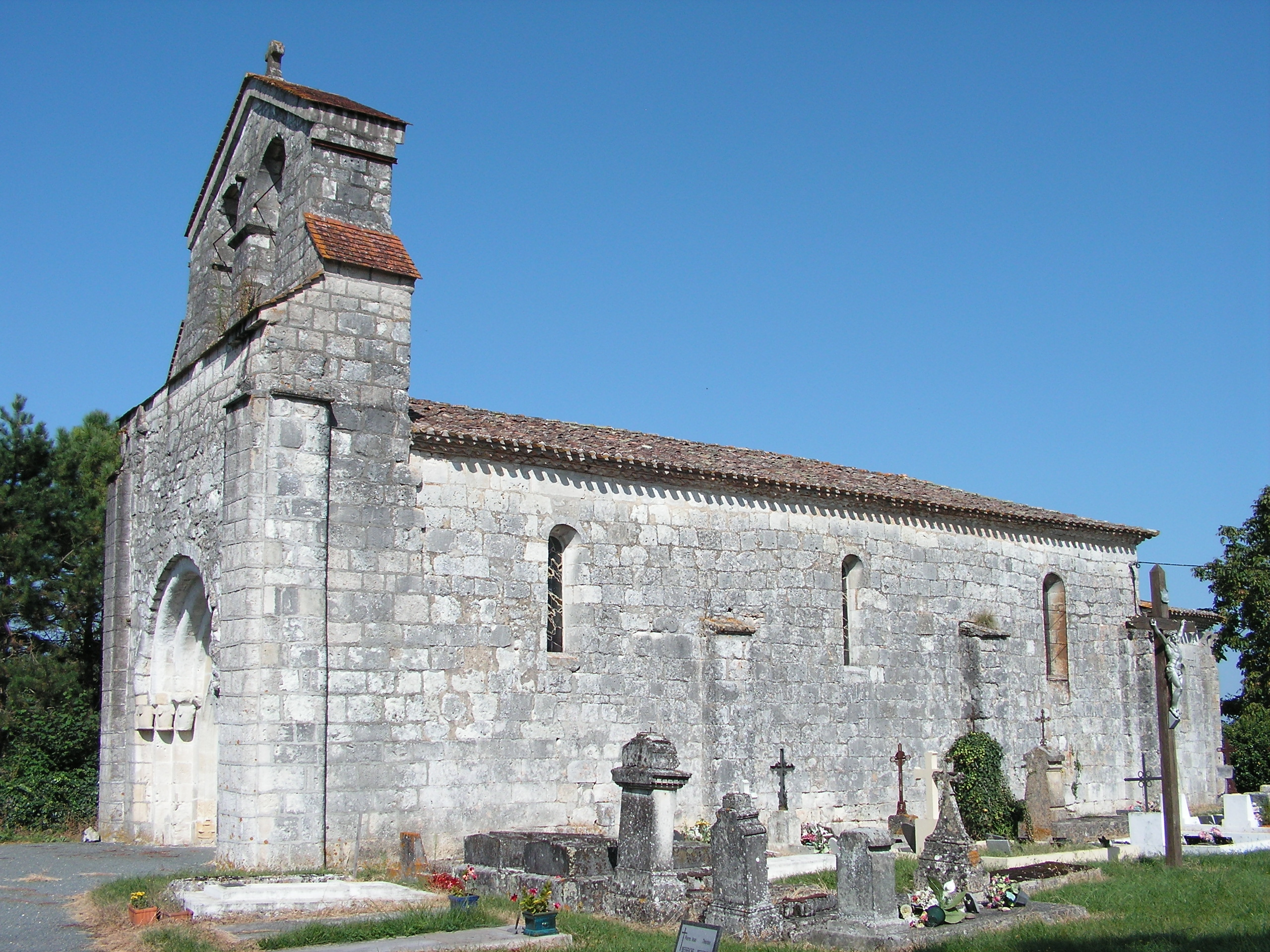
Kerk

Nastringues is een gemeente in het Franse departement Dordogne (regio Nouvelle-Aquitaine) en telt 114 inwoners (2009). De plaats maakt deel uit van het arrondissement Bergerac.

## Geografie
De oppervlakte van Nastringues bedraagt 6,3 km², de bevolkingsdichtheid is dus 18,1 inwoners per km².
De onderstaande kaart toont de ligging van Nastringues met de belangrijkste infrastructuur en aangrenzende gemeenten.

## Demografie
Onderstaande figuur toont het verloop van het inwonertal (bron: INSEE-tellingen).